# Andrej Černe
Andrej Černe, slovenski geograf, * 23. julij 1950, Ljubljana.
Černe je diplomiral leta 1975 na Filozofski fakulteti v Ljubljani, kjer je 1990 tudi doktoriral. Od 1977 je bil na Oddelku za geografijo zaposlen in tam predaval, od 2005 kot redni profesor za ekonomsko in projektno geografijo ter regionalno planiranje. V letih 2011 do 2013 je bil dekan Filozofske fakultete. Po upokojitvi je bil 2022 imenovan za zaslužnega profesorja UL.
Objavil je več knjig in publikcij. V letih 1995 do 2001 pa je bil vodja priprav za izdelavo prostorskega plana Republike Slovenije.